# Yves Dubé
Pour les articles homonymes, voir Dubé.
 (septembre 2021).
La mise en forme du texte ne suit pas les recommandations de Wikipédia : il faut le « wikifier ».
Les points d'amélioration suivants sont les cas les plus fréquents :
- Les titres sont pré-formatés par le logiciel. Ils ne sont ni en capitales, ni en gras.
- Le texte ne doit pas être écrit en capitales (les noms de famille non plus), ni en gras, ni en italique, ni en « petit »…
- Le gras n'est utilisé que pour surligner le titre de l'article dans l'introduction, une seule fois.
- L'italique est rarement utilisé : mots en langue étrangère, titres d'œuvres, noms de bateaux, etc.
- Les citations ne sont pas en italique mais en corps de texte normal. Elles sont entourées par des guillemets français : « et ».
- Les listes à puces sont à éviter, des paragraphes rédigés étant largement préférés. Les tableaux sont à réserver à la présentation de données structurées (résultats, etc.).
- Les appels de note de bas de page (petits chiffres en exposant, introduits par l'outil «  Source ») sont à placer entre la fin de phrase et le point final[comme ça].
- Les liens internes (vers d'autres articles de Wikipédia) sont à choisir avec parcimonie. Créez des liens vers des articles approfondissant le sujet. Les termes génériques sans rapport avec le sujet sont à éviter, ainsi que les répétitions de liens vers un même terme.
- Les liens externes sont à placer uniquement dans une section « Liens externes », à la fin de l'article. Ces liens sont à choisir avec parcimonie suivant les règles définies. Si un lien sert de source à l'article, son insertion dans le texte est à faire par les notes de bas de page.
- La présentation des références doit suivre les conventions bibliographiques. Il est recommandé d'utiliser les modèles {{Ouvrage}}, {{Chapitre}}, {{Article}}, {{Lien web}} et/ou {{Bibliographie}}. Le mode d'édition visuel peut mettre en forme automatiquement les références.
- Insérer une infobox (cadre d'informations à droite) n'est pas obligatoire pour parachever la mise en page.

Pour une aide détaillée, merci de consulter Aide:Wikification.
Si vous pensez que ces points ont été résolus, vous pouvez retirer ce bandeau et améliorer la mise en forme d'un autre article.
Vous pouvez aider à l'améliorer ou bien discuter des problèmes sur sa page de discussion.
- Son contenu est évasif ou trop peu précis. Améliorez sa qualité à l'aide des conseils sur les sources. (Marqué depuis septembre 2021)
- Il manque de repères chronologiques ou de dates qu'il faudrait ajouter avec des sources. (Marqué depuis septembre 2021)

- Archive Wikiwix
- Bing
- Cairn
- DuckDuckGo
- E. Universalis
- Gallica
- Google
- G. Books
- G. News
- G. Scholar
- Persée
- Qwant
- (zh) Baidu
- (ru) Yandex
- (wd) trouver des œuvres sur Wikidata

Yves Dubé, né en 1935 et mort en 1991, est un pionnier de l'édition québécoise, un éditeur et un chef de file dans le milieu associatif littéraire québécois. Il est entré en littérature dans les années 60 et est resté fidèle au livre, aux auteurs et à l'édition québécoise jusqu'à son décès en 1991. Pendant plus de 20 ans, « il a travaillé sans relâche pour la promotion professionnelle de l'éditeur, la défense des valeurs culturelles de la littérature québécoise ici et à l'étranger et pour l'amélioration des conditions d'existence des éditeurs et des écrivains». Il est le frère de l'auteur et dramaturge Marcel Dubé.

## Biographie

### Carrière
Yves Dubé a commencé sa carrière dans les années 60, d'abord chez Leméac où il a été engagé comme directeur de la collection théâtre. Il y publiera toute une génération de nouveau auteurs québécois dont son frère Marcel Dubé qui sort Zone en 1968, mais aussi plus tard Antonine Maillet avec La Sagouine en 1972, Michel Tremblay avec Les Belles sœurs à l'automne de la même année, et également l'humoriste et chansonnier Yvon Deschamps avec ses Monologues.
« Lorsque l’énigmatique Yves Dubé rejoint Gérard Leméac, au début des années 60, sa passion pour le théâtre et le roman d’ici provoque un virage éditorial vers ces directions. Son frère, Marcel Dubé, sera le premier dramaturge à publier sous l’étiquette Leméac avec Zone, en 1968, une pièce réaliste, manifeste des changements culturels et politiques de la société québécoise qui levait nombre de tabous. Il est considéré comme le père de la dramaturgie québécoise contemporaine.»
Yves Dubé devient rapidement directeur littéraire de Leméac, et quelques années plus tard directeur général. "En 1968, sous l’impulsion du directeur littéraire Yves Dubé, la maison met sur pied sa collection « Théâtre », qui connaît un succès immédiat. Au cours des années 1970, plusieurs autres collections sont créées, notamment en ethnologie et en histoire sociale, lesquelles font découvrir la richesse des cultures populaires et amérindiennes. Vers le milieu des années 1970, la collection « Roman » s’enrichit avec l’arrivée de nouveaux écrivains.»,.
C'est Yves Dubé qui donne sa chance à Michel Tremblay et le publie pour la première fois : « Bientôt, c’est le séisme créé par le joual de Michel Tremblay. En 1969, avec l’adaptation de la pièce Lysistrata (du Grec Aristophane), il publie son premier texte chez Leméac, maison qu’il ne quittera plus en 40 ans de publications. « Je suis fidèle, confie le père des Belles-sœurs. Yves Dubé a édité mon théâtre à l’époque et c’est à lui que j’ai proposé mon premier roman, La Grosse Femme d’à côté est enceinte. Leméac était la seule maison d’édition qui avait l’audace de proposer une vraie collection de théâtre, c’était un risque à prendre, on le sait: le théâtre vend peu. » 
Yves Dubé est également à l'origine de la carrière d'Antonine Maillet dont il publie La Sagouine en 1972 et qui « remportera sept ans plus tard le Prix Goncourt, en 1979, avec Pélagie-la-Charrette.» 
Dix ans après sa création, la maison d'édition a le vent dans les voiles, « Leméac est passée d'une vocation scolaire et axée sur la jeunesse à des collections conjuguant littérature et essais, sous la direction d'Yves Dubé, jusqu'en 1986.» À ses débuts, Leméac éditait seulement « des livres scolaires et ce n’est que sous l’impulsion d’Yves Dubé, une douzaine d’années plus tard, qu’elle prendra un virage littéraire et théâtral, recrutant les dramaturges Marcel Dubé, Antonine Maillet et Michel Tremblay».
Yves Dubé claque la porte de Leméac en décembre 1986 quand la maison d'édition doit changer de ligne éditoriale et de structure pour redresser sa situation économique. « Étant incapable de m'entendre avec les nouveaux administrateurs, je venais de quitter Leméac et à cinquante et un ans, je me sentais un peu comme on doit se sentir à la croisée des chemins.» « Au milieu des années 80, les règles du jeu ont changé. Le monde culturel est devenu un monde des affaires impitoyable, et le moindre manque de rigueur comptable est sanctionné. Lorsqu’Yves Dubé quitte le bateau, en 1986, c’est, au niveau financier, une épave qu’il laisse en héritage.».
Yves Dubé se joint alors à Marc-André Guérin, qu'il connaissait depuis des années et qui avait été son professeur, et à l'équipe de Guérin éditeur pour créer Guérin littérature. En effet, après être devenu le plus important éditeur de manuels scolaires au Canada, Marc-Aimé Guérin avait décidé alors de compléter ses activités en s'ouvrant à la littérature générale. « Reconnaissant les qualités qui avaient permis à Yves Dubé de mener Leméac au grand succès que l'on sait, il fit appel à lui en lui remettant le soin d'animer ce secteur et de le faire croître le plus rapidement possible.» Dès son entrée en fonction, il soutient la carrière du romancier et homme de lettres Bertrand Vac dont il va favoriser la publication de quatre titres : Jean Lallemand raconte chez Louise Courteau éditrice (1987), ouvrage qu'il devait initialement publier chez Leméac, ce dont il a été empêché à cause de son départ, puis Bizarres en 1988, Le choix de Bertrand Vac dans son œuvre en 1989 et enfin Les Voluptueuses en 1992.

### Participations associatives
Parallèlement à ses activités d'éditeur, Yves Dubé a œuvré pendant plus de dix ans à l'Association des éditeurs canadiens dont il a été président à plusieurs reprises. Il a joué un rôle actif à l'Union des éditeurs de langue française (U.É.L.F.), organisme international qu'il a présidé de 1981 à 1983. Il a été également le premier président de la Société de développement du livre et du périodique au moment de la disparition du Conseil supérieur du livre. « À ces différents postes, il n 'a pas hésité à mener les luttes que commandaient ses différents objectifs et, en particulier, il s'est à plusieurs reprises attaqué au rôle colonisateur de la France dans la vie culturelle québécoise.» 

### Mort
Yves Dubé décède en 1991 et laisse un grand vide derrière lui dans le milieu de l'édition. L'aumonier Ambroise Lafortune lui ferme les yeux à l'hôpital de l'Hôtel-Dieu à Montréal. Sa disparition sera soulignée par de nombreux hommages (notamment par André Vanasse dans Lettres Québécoises et par Bertrand Vac dans son livre de souvenirs Que le diable m'emporte). Par ailleurs, un recueil collectif lui est consacré en 1992 et sera publié sous le titre Les adieux du Québec à Yves Dubé.
« Yves Dubé fut et resta, pour une bonne part, une énigme aux yeux de ceux qui l'ont connu. Sa passion pour le livre et la littérature n'a cependant jamais fait aucun doute. Les textes réunis dans ce livre témoignent, de façon émouvante, des multiples facettes de l'homme et de son œuvre. Son apport à la littérature et à l'édition au Québec se dégage, inestimable et unique.»
« Puis, il y avait eu Yves Dubé, qui avait veillé à l'édition des livres de Bertrand Vac pendant quelques années avec une dévotion dont je lui étais reconnaissant. Un jour, j'étais allé le voir à l'Hôtel-Dieu, où il avait dû être opéré d'urgence. Je croyais avoir fait une visite qu'on tâcherait d'oublier, quand on se reverrait pour prendre un verre quelque part. Il n'en était rien. On me glissa qu'il était très, très mal et que je ne le reverrais pas vivant.»

### Archives sonores
- Yves Dubé et les années Leméac, entrevue avec R. Giguère, J. Michon, S. Faure, 27 août 1990, Montréal, cassette et texte[10].
- Yves Dubé et la collection « Théâtre» chez Leméac, entrevue avec Pierre Lavoie, 31 décembre 1984, Montréal, cassette et texte[11].